# Maison forte de la Bayette
La maison forte de la Bayette est une ancienne maison forte du XIVe siècle qui se dresse sur la commune de Le Touvet dans le département de l'Isère et la région Rhône-Alpes. Le site est labellisé Patrimoine en Isère.

## Situation
La maison forte est située dans le département français de l'Isère sur la commune de Le Touvet.